# باشماق (هشترود)
باشماق هي قرية في مقاطعة هشترود، إيران. يقدر عدد سكانها بـ 193 نسمة بحسب إحصاء 2016.